# Mateus de Brito Júnior
Mateus de Brito Júnior foi o ministro angolano das Obras Públicas e Urbanização no governo de 1994 de José Eduardo dos Santos.